# Breda BZ 303
Il Breda BZ 303 "Leone II" era un bimotore monoplano da caccia notturna sviluppato dall'azienda italiana Società Italiana Ernesto Breda nel 1943 e rimasto allo stadio di prototipo incompleto.

## Storia
Dopo il successo del CANT Z.1018 Leone, Filippo Zappata, visto che la CRDA CANT era saturata dalla produzione di tutti i suoi progetti, si spostò nel maggio 1942 alla Breda la quale si trovava in stallo in seguito al fallimento del Ba.88.
Alla Breda, Zappata progettò cinque derivati dello Z.1018:
- BZ.301, bombardiere d'alta quota
- BZ.302, caccia d'alta quota
- BZ.303, caccia notturno
- BZ.304, aereo d'attacco al suolo anticarro
- BZ.401, versione idrovolante del BZ.301

Il Ministero approvò i BZ.301 e BZ.303 chiamati "Leone III" e "Leone II". L'apertura alare di queste varianti era alterata: 24,8 m per il BZ.301 e 20,7 m per il BZ.303.
Il Ministero richiese anche che il BZ.303 assolvesse non solo il compito di caccia notturno puro per cui era stato originariamente pensato ma anche quello di: caccia pesante; assaltatore, silurante e pure bombardiere in picchiata.
Il dato comunemente riportato che nel 1942 vennero proposte per il BZ.303 anche le turboeliche Campini da 3500 CV, un motore in progettazione dal 1940 ma la cui costruzione era ben lontana dal completamento alla data dell'armistizio, è errato; l'aereo della serie dei BZ per il quale lo Stato Maggiore dell'Aeronautica propose le turboeliche Campini fu il BZ.301. 
Nel febbraio 1943 lo Stato Maggiore della Regia Aeronautica richiese lo studio dell'istallazione di ulteriori tipi di motori in aggiunta ai Piaggio, cioè: DB 605, DB 603 e BMW 801.
Nello stesso mese passò il primo ordine di costruzione per i prototipi di 2 BZ.303 con motori Piaggio P.XV RC60/2V, mentre nel successivo agosto passò l'ordine di costruzione per il prototipo di 1 BZ.303 bis con motori DB.603
Alla data dell'armistizio i lavori su tali velivoli furono interrotti al 46% e tutti i materiali requisiti dai tedeschi.

### Pubblicazioni
- D. Lembo. I velivoli d'assalto Breda ed il bimotore B.Z. 303 in Storia del Novecento N.35 - febbraio 2004
- AEREI 12 1976
- Ali d'Italia Mini 7 CANT Z.1018
- Italian Aviation Research Branch of Air Britain 4-1975
- G. Ciampaglia, La propulsione a reazione in Italia dalle origini al 1943, Ufficio Storico Aeronautica Militare, 2002.
- R. Bettiolo, G. Marcozzi, Campini Caproni, storia e tecnica del primo aviogetto italiano, IBN Editore, 2008.
- S/Ldr. F.E. Pickles, Caproni - Campini, aircraft and allied developments in Italy, CIOS, 1944.